# Roy Clayton
Roy Charles Clayton (Dudley, 18 febbraio 1950) è un ex calciatore inglese, di ruolo attaccante.

## Carriera
Nella stagione 1968-1969 gioca con i semiprofessionisti del Warley County Borough; a fine stagione viene tesserato dall'Oxford Utd, club di seconda divisione: rimane in squadra per 3 campionati consecutivi, fino al termine della stagione 1971-1972, nell'arco dei quali totalizza 53 presenze ed 8 reti in seconda divisione. Passa quindi ai semiprofessionisti del Kettering Town, dove rimane fino al 1980. Nella stagione 1980-1981 totalizza 28 presenze e 4 reti con il Barnet, club di Alliance Premier League (campionato di quinto livello a girone unico nato nella stagione 1979-1980, nonché più alto livello calcistico inglese al di fuori della Football League); l'anno seguente vince la Southern Football League con il Nuneaton Borough, contribuendo al successo del campionato (ed alla promozione in Alliance Premier League) con 15 reti in 38 presenze. Negli anni seguenti ha giocato a livello semiprofessionistico anche con Corby Town e VS Rugby.

## Palmarès

### Club

#### Competizioni nazionali
- Southern Football League: 2

Kettering Town: 1972-1973
Nuneaton Borough: 1981-1982
- Southern League Cup: 1

Kettering Town: 1974-1975

#### Competizioni regionali
- Northamptonshire Senior Cup: 3

Kettering Town: 1972-1973, 1978-1979, 1979-1980